# Мальтійська Вікіпедія
Мальтійська Вікіпедія (мальт. Wikipedija) — розділ Вікіпедії мальтійською мовою. Створена у 2004 році. Мальтійська Вікіпедія станом на 26 березня 2025 року містить 7283 статті, 24 973 зареєстрованих користувачів, 55 активних дописувачів, 4 адміністраторів
. Загальна кількість сторінок в мальтійській Вікіпедії — 23 041, редагувань — 321 451, завантажених файлів — 722
. Глибина (рівень розвитку мовного розділу) мальтійської Вікіпедії середня і становить 65.3 пунктів
. 

## Історія
- Серпень 2005 — створена 100-та стаття[3].
- Вересень 2007 — створена 1 000-на стаття[3].
- Травень 2008 — створена 2 000-на стаття[4].